# Рослини Сумської області, занесені до Червоної книги України
Список рослин Сумської області, занесених до Червоної книги України.

## Статистика
До списку входить 88 видів рослин, з них:
- Судинних рослин — 75;
- Мохоподібних — 0;
- Водоростей — 2;
- Лишайників — 1;
- Грибів — 10.

Серед них за природоохоронним статусом: 
- Вразливих — 43;
- Рідкісних — 15;
- Недостатньо відомих  — 1;
- Неоцінених — 20;
- Зникаючих — 9;
- Зниклих у природі — 0;
- Зниклих — 0.

## Список видів
| № п/п | Українська назва виду                                   | Латинська назва виду                                                 | Природоохоронний статус | Група           |
| ----- | ------------------------------------------------------- | -------------------------------------------------------------------- | ----------------------- | --------------- |
| 1     | Альдрованда пухирчаста                                  | Aldrovanda vesiculosa L.                                             | Рідкісний               | Судинні рослини |
| 2     | Астрагал шерстистоквітковий                             | Astragalus dasyanthus Pall.                                          | Вразливий               | Судинні рослини |
| 3     | Баранець звичайний                                      | Huperzia selago (L.) Bernh. ex Schrank et Mart.                      | Неоцінений              | Судинні рослини |
| 4     | Береза низька                                           | Betula humilis Schrank                                               | Вразливий               | Судинні рослини |
| 5     | Билинець довгорогий                                     | Gymnadenia conopsea (L.) R.Br.                                       | Вразливий               | Судинні рослини |
| 6     | Білопечериця довгокоренева                              | Leucoagaricus macrorhizus Locq. ex Horak                             | Зникаючий               | Гриби           |
| 7     | Борідник паростковий                                    | Jovibarba sobolifera (Sims.) Opiz                                    | Рідкісний               | Судинні рослини |
| 8     | Брандушка різнобарвна (пізньоцвіт різнобарвний)         | Bulbocodium versicolor (Ker Gawl.) Spreng.                           | Вразливий               | Судинні рослини |
| 9     | Булатка довголиста                                      | Cephalanthera longifolia (L.) Fritsch                                | Рідкісний               | Судинні рослини |
| 10    | Верба лапландська                                       | Salix lapponum L.                                                    | Вразливий               | Судинні рослини |
| 11    | Верба Старке                                            | Salix starkeana Willd.                                               | Вразливий               | Судинні рослини |
| 12    | Верба чорнична                                          | Salix myrtilloides L.                                                | Вразливий               | Судинні рослини |
| 13    | Відкасник татарниколистий, дев'ятисил татарниколистий   | Carlina onopordifolia Besserex Szafer, Kulcz. et Pawł.               | Вразливий               | Судинні рослини |
| 14    | Водяний горіх плаваючий                                 | Trapa natans L. s.l.                                                 | Неоцінений              | Судинні рослини |
| 15    | Глевчак однолистий (малаксис однолистий)                | Malaxis monophyllos (L.) Sw.                                         | Вразливий               | Судинні рослини |
| 16    | Гніздівка звичайна                                      | Neottia nidus-avis (L.) Rich.                                        | Неоцінений              | Судинні рослини |
| 17    | Горицвіт весняний                                       | Adonis vernalis L.                                                   | Неоцінений              | Судинні рослини |
| 18    | Горицвіт волзький                                       | Adonis wolgensis Steven ex DC.                                       | Неоцінений              | Судинні рослини |
| 19    | Грифола листувата                                       | Grifola frondosa (Dicks.: Fr.) Gray                                  | Вразливий               | Гриби           |
| 20    | Гронянка багатороздільна                                | Botrychium multifidum (S.G.Gmel.) Rupr.                              | Рідкісний               | Судинні рослини |
| 21    | Гронянка півмісяцева (ключ-трава)                       | Botrychium lunaria (L.) Sw.                                          | Вразливий               | Судинні рослини |
| 22    | Гудієра повзуча                                         | Goodyera repens (L.) R.Br.                                           | Вразливий               | Судинні рослини |
| 23    | Евастропсіс Ріхтера                                     | Euastropsis richteri (Schmidle) Lagerh.                              | Вразливий               | Водорості       |
| 24    | Едогоній косопоровий різновид донський                  | Oedogonium plagiostomum Wittr. ex Hirn var. tanaiticum Y.V. Roll     | Рідкісний               | Водорості       |
| 25    | Зелениця сплюснута (дифазіаструм сплюснутий)            | Diphasiastrum complanatum (L.) Holub                                 | Рідкісний               | Судинні рослини |
| 26    | Зелениця Цайллера (дифазіаструм Цайллера)               | Diphasiastrum zeilleri (Rouy) Holub                                  | Зникаючий               | Судинні рослини |
| 27    | Змієголовник Рюйша                                      | Dracocephalum ruyschiana L.                                          | Неоцінений              | Судинні рослини |
| 28    | Зморшок степовий                                        | Morchella steppicola Zerova.                                         | Рідкісний               | Гриби           |
| 29    | Зозулинець шоломоносний                                 | Orchis militaris L.                                                  | Вразливий               | Судинні рослини |
| 30    | Зозулині сльози яйцеподібні                             | Listera ovata (L.) R.Br.                                             | Неоцінений              | Судинні рослини |
| 31    | Зозулині черевички справжні                             | Cypripedium calceolus L.                                             | Вразливий               | Судинні рослини |
| 32    | Зозульки м'ясочервоні (пальчатокорінник м'ясочервоний)  | Dactylorhiza incarnata (L.) Soy s.l.                                 | Вразливий               | Судинні рослини |
| 33    | Зозульки плямисті (пальчатокорінник плямистий)          | Dactylorhiza maculata (L.) Soό s.l.                                  | Вразливий               | Судинні рослини |
| 34    | Зозульки травневі (пальчатокорінник травневий)          | Dactylorhiza majalis (Rchb.) P.F.Hunt et Summerhayes s.l.            | Рідкісний               | Судинні рослини |
| 35    | Зозульки Траунштейнера (пальчатокорінник Траунштейнера) | Dactylorhiza traunsteineri (Saut. ex Rchb.) Soy                      | Рідкісний               | Судинні рослини |
| 36    | Зозульки Фукса (пальчатокорінник Фукса)                 | Dactylorhiza fuchsii (Druce) Soy                                     | Неоцінений              | Судинні рослини |
| 37    | Кальдезія білозоролиста                                 | Caldesia parnassifolia (L.) Parl.                                    | Зникаючий               | Судинні рослини |
| 38    | Катран татарський                                       | Crambe tataria Sebeyk                                                | Вразливий               | Судинні рослини |
| 39    | Клаваріадельф товкачиковий                              | Clavariadelphus pistillaris (L.) Donk                                | Рідкісний               | Гриби           |
| 40    | Кладонія зірчаста, кладонія альпійська                  | Cladonia stellaris (Opiz.) Brodo                                     | Рідкісний               | Лишайники       |
| 41    | Ковила волосиста                                        | Stipa capillata L.                                                   | Неоцінений              | Судинні рослини |
| 42    | Ковила вузьколиста                                      | Stipa tirsa Steven                                                   | Вразливий               | Судинні рослини |
| 43    | Ковила дніпровська                                      | Stipa borysthenica Klokov ex Prokudin                                | Вразливий               | Судинні рослини |
| 44    | Ковила найкрасивіша                                     | Stipa pulcherrima K. Koch                                            | Вразливий               | Судинні рослини |
| 45    | Ковила пірчаста                                         | Stipa pennata L.                                                     | Вразливий               | Судинні рослини |
| 46    | Коручка болотна                                         | Epipactis palustris (L.) Crantz                                      | Вразливий               | Судинні рослини |
| 47    | Коручка темно-червона                                   | Epipactis atrorubens (Hoffm. ex Bernh.) Besser                       | Вразливий               | Судинні рослини |
| 48    | Коручка чемерникоподібна (коручка широколиста)          | Epipactis helleborine (L.) Crantz                                    | Неоцінений              | Судинні рослини |
| 49    | Косарики тонкі                                          | Gladiolus tenuis M.Bieb.                                             | Вразливий               | Судинні рослини |
| 50    | Косарики черепитчасті                                   | Gladiolus imbricatus L.                                              | Вразливий               | Судинні рослини |
| 51    | Лілія лісова                                            | Lilium martagon L.                                                   | Неоцінений              | Судинні рослини |
| 52    | Любка дволиста                                          | Platanthera bifolia (L.) Rich.                                       | Неоцінений              | Судинні рослини |
| 53    | Любка зеленоквіткова                                    | Platanthera chlorantha (Cust.) Rchb.                                 | Рідкісний               | Судинні рослини |
| 54    | Місячниця оживаюча (лунарія оживаюча)                   | Lunaria rediviva L.                                                  | Неоцінений              | Судинні рослини |
| 55    | Мутин собачий                                           | Mutinus caninus (Huds.) Fr.                                          | Рідкісний               | Гриби           |
| 56    | Мухомор щетинистий                                      | Amanita solitaria (Bull.) Fr.                                        | Зникаючий               | Гриби           |
| 57    | Неотіанта каптурувата                                   | Neottianthe cucullata (L.) Schlechter                                | Зникаючий               | Судинні рослини |
| 58    | Осока Буксбаума                                         | Carex buxbaumii Wahlenb.                                             | Вразливий               | Судинні рослини |
| 59    | Осока буріюча                                           | Carex brunnescens (Pers.) Poiret                                     | Зникаючий               | Судинні рослини |
| 60    | Осока дводомна                                          | Carex dioica L.                                                      | Вразливий               | Судинні рослини |
| 61    | Осока кулястоподібна                                    | Carex globularis L.                                                  | Зникаючий               | Судинні рослини |
| 62    | Осока піхвова                                           | Carex vaginata Tausch                                                | Зникаючий               | Судинні рослини |
| 63    | Осот різнолистий                                        | Cirsium heterophyllum (L.) Hill                                      | Недостатньо відомий     | Судинні рослини |
| 64    | Печериця таблитчаста                                    | Agaricus tabularis Peck                                              | Зникаючий               | Гриби           |
| 65    | Півники борові                                          | Iris pineticola Klokov                                               | Вразливий               | Судинні рослини |
| 66    | Півники сибірські                                       | Iris sibirica L.                                                     | Вразливий               | Судинні рослини |
| 67    | Півонія тонколиста                                      | Paeonia tenuifolia L.                                                | Вразливий               | Судинні рослини |
| 68    | Підсніжник білосніжний (підсніжник звичайний)           | Galanthus nivalis L.                                                 | Неоцінений              | Судинні рослини |
| 69    | Плавун щитолистий                                       | Nymphoides peltata (S.G.Gmel.) Kuntze                                | Вразливий               | Судинні рослини |
| 70    | Плаун річний                                            | Lycopodium annotinum L.                                              | Вразливий               | Судинні рослини |
| 71    | Плодоріжка блощична (зозулинець блощичний)              | Anacamptis coriophora (L.) R.M. Bateman, Pridgeon et M.W. Chase s.l. | Вразливий               | Судинні рослини |
| 72    | Плодоріжка болотна (зозулинець болотний)                | Anacamptis palustris (Jacq.) R.M. Bateman, Pridgeon et M.W. Chase    | Вразливий               | Судинні рослини |
| 73    | Плодоріжка рідкоквіткова (зозулинець рідкоквітковий)    | Anacamptis laxiflora (Lam.) R.M. Bateman, Pridgeon et M.W. Chase     | Вразливий               | Судинні рослини |
| 74    | Пухирник середній                                       | Utricularia intermedia Hayne                                         | Вразливий               | Судинні рослини |
| 75    | Рябчик руський                                          | Fritillaria ruthenica Wikstr.                                        | Вразливий               | Судинні рослини |
| 76    | Сальвінія плаваюча                                      | Salvinia natans (L.) All.                                            | Неоцінений              | Судинні рослини |
| 77    | Сокироносиця струнка (вязіль стрункий)                  | Securigera elegans (Pančić) Lassen                                   | Вразливий               | Судинні рослини |
| 78    | Сон лучний (сон чорніючий, сон богемський)              | Pulsatilla pratensis (L.) Mill. s.l.                                 | Неоцінений              | Судинні рослини |
| 79    | Сон розкритий                                           | Pulsatilla patens (L.) Mill. s.l.                                    | Неоцінений              | Судинні рослини |
| 80    | Строчок Слоневського                                    | Gyromitra slonevskii Heluta                                          | Рідкісний               | Гриби           |
| 81    | Трутовик зонтичний                                      | Polyporus umbellatus (Pers.) Fr.                                     | Рідкісний               | Гриби           |
| 82    | Тюльпан дібровний                                       | Tulipa quercetorum Klokovet Zoz                                      | Вразливий               | Судинні рослини |
| 83    | Феолепіота золотиста                                    | Phaeolepiota aurea (Matt.) Maire                                     | Вразливий               | Гриби           |
| 84    | Цибуля ведмежа (черемша)                                | Allium ursinum L.                                                    | Неоцінений              | Судинні рослини |
| 85    | Шафран Гейфелів                                         | Crocus heuffelianus Herb.                                            | Неоцінений              | Судинні рослини |
| 86    | Шафран сітчастий                                        | Crocus reticulatus Steven ex Adams                                   | Неоцінений              | Судинні рослини |
| 87    | Шейхцерія болотна                                       | Scheuchzeria palustris L.                                            | Вразливий               | Судинні рослини |
| 88    | Шолудивник королівський                                 | Pedicularis sceptrum-carolinum L.                                    | Вразливий               | Судинні рослини |